# هاکوب تر-هاکوبیان (دولتمرد)
هاکوب تر-هاکوبیان (ارمنی: Հակոբ Տեր-Հակոբյան؛  زادهٔ ۱۸۸۱ - درگذشته ۱۹ ژوئن ۱۹۵۳) نویسنده، سیاستمدار، لغت‌شناس، روزنامه‌نگار، کارشناس علوم پرورشی اهل ارمنستان بود.

## زندگی‌نامه
وی در ۱۸۸۱ در ورین آزا به دنیا آمد و از دانشکده علوم الهی گئورگیان فارغ‌التحصیل گشت. وی عضو فدراسیون انقلابی ارمنی بود. وی در ۱۹ ژوئن ۱۹۵۳ در سن ۷۲ سالگی در تهران درگذشت.

## یادداشت
1. ↑  Վերին Ազա
2. ↑  պետական գործիչ